# Militant
Militant is zowel een bijvoeglijk naamwoord dat "strijdlustig" of "strijdend" betekent als een zelfstandig naamwoord waarvan de betekenis uiteen kan lopen van "terrorist" via "politiek activist" tot aan "beroepsmatig vrijwilliger".
Voorbeelden:
- een militant lid van de Vlaamse Militanten Orde betekende dat iemand politiek activistisch betrokken was bij die groep.
- een vakbondsmilitant is een kaderlid van een vakbond die in staat is vakbondsacties als stakingen te organiseren.
- een militant lid van Vivant is een politiek kaderlid dat geldt als actief lid en in staat is namens de politieke partij het woord te voeren en in de openbaarheid te treden.
- schrijvers van felle polemieken of mensen die zich anderszins verbaal strijdbaar opstellen worden ook militant genoemd.
- een Zwart Blok is een groep militante activisten die tijdens demonstraties trachten rellen te veroorzaken.

Het hangt aldus van de context af hoe het woord opgevat moet worden.